# Biddulph
Biddulph är en stad och civil parish i Staffordshire Moorlands i Staffordshire i England. Orten har 19 892 invånare (2011). Byn nämndes i Domedagsboken (Domesday Book) år 1086, och kallades då Bidolf.